# كمال حسين (مصارع رياضي)
كمال حسين هو مصارع رياضي مصري، ولد في 24 يناير 1932.

## وصلات خارجية
- كمال حسين على موقع قاعدة بيانات المصارعة الدولية (الإنجليزية)
- كمال حسين على موقع أوليمبيديا (الإنجليزية)